# Boniface Fadrique d'Aragon
Boniface Fadrique d'Aragon était un noble catalan du duché d'Athènes ayant vécu au XIVe siècle.
Il était le quatrième fils d'Alphonse Frédéric d'Aragon. Il fut seigneur de Karystos, probablement dès 1339.
Entre 1362 et 1365/66, il acquit de son frère Jacques ses droits en Grèce, à savoir les seigneuries de Salone, Vitrinitsa, Lidoriki et Égine.
Ayant vendu son château de Karystos aux Vénitiens, il reçut de ces derniers le droit de cité le 23 novembre 1368.
Vers 1375, il se révolta avec son fils Pierre contre son neveu Louis mais eut le dessous.
Il mourut probablement avant 1379.
Sa veuve, Douce, obtint en mai 1381 un pardon royal pour elle et son fils Jean, ordonnant au nouveau vicaire du duché, le vicomte de Rocaberti, de leur remettre les domaines confisqués à Boniface.